# Landshövdingar i Värmlands län
Lista över landshövdingar i Värmlands län

## Lista över landshövdingar i Värmlands län

### Närkes och Värmlands län (1634–1639)
- 1634–1638: Gustav Eriksson Leijonhufvud

### Värmlands län (1639–1654)
- 1639–1648 Olof Stake
- 1648–1654 Tönnes Henriksson Langman. [1]

### Närkes och Värmlands län (1654–1779)
- 1654–1658: Gustaf Soop
- 1658–1676: Abraham Leijonhufvud
- 1676–1677: Jakob Fleming
- 1677–1680: Mårten Reutercrantz
- 1680–1681: Klas Fleming
- 1681–1685: Gustaf Lilliecrona
- 1685–1693: Didrik Wrangel af Adinal
- 1693–1706: Fromhold Fägerskiöld
- 1707–1714: Salomon Cronhielm
- 1714–1718: Claes Ekeblad
- 1719–1728: Konrad Ribbing
- 1729–1738: Eric Wrangel
- 1739–1756: Nils Reuterholm
- 1756–1766: Adolf Mörner
- 1766–1779: Johan Abraham Hamilton

### Värmlands län (från 1779)
- 1779–1793: Johan Gustaf Uggla
- 1793–1802: Nils Nilsson Silfverskiöld
- 1802–1807: Arvid von Nolcken
- 1807–1809: Axel von Rosen
- 1809–1813: Olof af Wibeli
- 1813–1814: Elias von Eckstedt
- 1815–1840: Johan Didrik af Wingård
- 1840–1842: Carl Fredrik Hammarhielm
- 1842–1864: Hans Fredrik Oldevig
- 1864–1870: Carl Rudolf Ekström
- 1870–1873: Henrik Rosensvärd
- 1873–1885: Henrik Gyllenram
- 1885–1889: Henrik Adolf Widmark
- 1889–1901: Emil Adolf Malmborg
- 1901–1921: Gerhard Dyrssen
- 1921–1936: Abraham Unger
- 1936–1945: Ivar Vennerström
- 1945–1957: Axel Westling
- 1957–1967: Gustaf Nilsson
- 1967–1977: Rolf Edberg
- 1977–1990: Bengt Norling
- 1990–2002: Ingemar Eliasson
- 2002–2003: Björn Sandborgh (länsråd, tillförordnad landshövding)
- 2003–2004: Kerstin Wallin
- 2004–2012: Eva Eriksson[2]
- 2012–2018: Kenneth Johansson
- 2019: Johan Blom (länsråd, tillförordnad landshövding)
- från 2019: Georg Andrén